# Rhynchostegium
Rhynchostegium là một chi rêu trong họ Brachytheciaceae.